# Бомбардировка Мангейма
Бомбардировка Мангейма (нем. Luftangriffe auf Mannheim) — воздушный налёт на немецкий город Мангейм, совершенный в ночь с 16 на 17 декабря 1940 года бомбардировщиками Бомбардировочного командования RAF. 
Налёт проводился вследствие решения Военного кабинета о нанесении массированного удара по центру какого-либо немецкого города в качестве ответной акции за бомбёжки британских городов. Налёт стал первым налётом Бомбардировочного командования с начала Второй мировой войны, целью которого стали объекты не имеющие военного или промышленного назначения, а также самым широкомасштабным из всех британских рейдов в войне до того момента.

## Ход событий
В качестве цели карательного рейда Бомбардировочное командование избрало Мангейм, подготовив к операции 200 бомбардировщиков. Угроза ухудшения погоды привела к сокращению формирования до 134 двухмоторных машин: 61 «Веллингтонов», 35 «Уитли», 29 «Хэмпденов» и 9 «Бленхеймов». Но даже и в таком составе это было самое крупное до сих пор британское соединение, отправленное на задание против одиночной цели.
Атаку начали восемь «Веллингтонов». Они применили зажигательные бомбы с намерением вызвать пожары, которые послужили в качестве ориентира последовавшим за лидерами экипажам.
Небо над целью было по большей части чистым, к тому же светила полная луна, а ПВО Мангейма не отличалась особой силой, тем не менее лидирующие «Веллингтоны» отбомбились неточно. Последующий анализ позволил заключить, что примерно от 82 до 102 последующих самолётов смогли сбросили бомбы на Мангейм. Самые сильные пожары разгорелись не в центре города. Большинство бомб упало на жилые кварталы, что привело к разрушению или повреждению 240 зданий от зажигательных боеприпасов и 236 — от фугасных. Количество пострадавших граждан нацистской Германии составило 34 погибших и 81 раненого, еще 1 266 лишились крова. Из всех подвергшихся бомбардировке районов 223 бомбы пришлось на городок Людвигсхафен на противоположной стороне Рейна.
В ходе налёта Бомбардировочное командование потеряло два « Хэмпдена» и один «Бленхейм», еще четыре машины, потерпели аварию в Англии на обратном пути. Налёт был признан неудачным.